# Münchenbuchsee
Münchenbuchsee (berndeutsch Münchebuchsi [mʏnχə‘bʊχsɪ], von den Einheimischen Buchsi genannt) ist eine politische Gemeinde im Verwaltungskreis Bern-Mittelland des Kantons Bern in der Schweiz.

## Geographie
Münchenbuchsee liegt rund 10 Kilometer nördlich von Bern.
Zu Münchenbuchsee gehören die Siedlungen Hofwil und Diemerswil sowie unter anderem der Quartier Waldegg.
Nachbargemeinden sind, von Norden beginnend: Deisswil bei Münchenbuchsee, Wiggiswil, Moosseedorf, Zollikofen, Kirchlindach, Schüpfen und Rapperswil.

## Geschichte

Luftbild aus 200 m von Walter Mittelholzer (1924)

Erstmals urkundlich erwähnt wird der Name Münchenbuchsee im Jahr 1180, in einer Schenkung von Kuno von Buchsee an den Johanniterorden. Dieser gründete in der Schenkung die Johanniterkommende Münchenbuchsee, in der Literatur vielfach ungenau als Kloster bezeichnet. Die Kommende erwarb zahlreiche Güter in der Umgebung und erweiterte ihre Herrschaft. Nach der Reformation im Jahr 1528 löste der Staat Bern die Kommende auf und richtete in den Gebäuden eine Landvogtei ein. Eine der Bedingungen, die Kuno von Buchsee stellte, war, dass keine Zollstelle oder Gebührenerhebung für das Durchqueren der Gemeinde zu errichten sei. Auch der Postverkehr solle nichts kosten. Am 1. Januar 2023 fusionierten Diemerswil und Münchenbuchsee zur Gemeinde Münchenbuchsee. Das Trinkwasser bezieht die Gemeinde nach wie vor vom Wasserverbund Grauholz, welcher sich per 2025 dem Wasserverbund Region Bern anschliesst.

## Sehenswürdigkeiten
- ev.-ref. Kirche (12.–19. Jh.)[7][8]
- ehemalige Johanniterkommende
- Schloss Münchenbuchsee (Anfang 17. Jh.)
- die historische Siedlung Hofwil mit dem Lehrerseminar

## Politik
Das Parlament von Münchenbuchsee, der Grosse Gemeinderat, umfasst 40 Mitglieder und wird nach dem Proporzwahlverfahren bestellt. In der Legislaturperiode 2021–2024 sind sechs Parteien vertreten: SVP, SP, GFL, EVP, FDP und EDU. Die unten stehende Grafik zeigt die Sitzverteilung nach der Gemeindewahl vom 29. November 2020.
- SP: 12
- GFL: 6
- EVP: 3
- FDP: 3
- SVP: 15
- EDU: 1

Die Exekutive wird durch den Gemeinderat gebildet, dem sieben Personen angehören. Der Gemeinderat wird ebenfalls nach Proporz gewählt (mit Listenverbindungen). Seit der Wahl vom 29. November 2020 setzt er sich wie folgt zusammen: 3 SVP, 2 SP, 1 GFL, 1 EVP. Dem Gemeinderat steht der Gemeindepräsident vor, seit 2017 Manfred Waibel (SVP, Stand 2024).
Bei den Nationalratswahlen 2023 betrugen die Wähleranteile in Münchenbuchsee (in Klammern die Veränderung im Vergleich zu den Wahlen 2019 in Prozentpunkten): SVP 27,96 % (+1,12), SP 22,90 % (+4,23), glp 11,37 % (+0,31), Mitte 9,46 % (−1,46), Grüne 9,33 % (−2,97), FDP 6,89 % (−1,50), EVP 6,00 % (−0,05), EDU 2,76 % (+1,47), Weitere 3,31 % (−1,16).

## Bildung und Medien

### Gehörlosenschule
In Münchenbuchsee befindet sich eine der fünf Gehörlosenschulen der Schweiz, das Pädagogische Zentrum für Hören und Sprache Münchenbuchsee (vormals Kantonale Sprachheilschule).

### Sonderschulheim
Die Stiftung Sonderschulheim Mätteli betreibt ein Sonderschulheim mit Unterricht in allen Stufen ab Kindergarten, einer Werkschule und Wohngruppen.

### Einstige Sendeanlage
In Münchenbuchsee befand sich der erste Rundfunksender der Schweiz. Die Anlage bestand von Juni 1923 bis mindestens in die 1950er Jahre. Die Gebäude sind heute als Saal- und Freizeitanlage im Gemeindebesitz. Die Räume werden für Veranstaltungen jeglicher Art für 10 bis 650 Personen im Innern und bis 1000 Personen im Freien benutzt.

## Persönlichkeiten
- Johann Rudolf Philipp Forer (1598–1666), evangelischer Geistlicher
- Philipp Emanuel von Fellenberg (1771–1844), Pädagoge und Agronom, geboren in Hofwil bei Münchenbuchsee
- Karl Rikli (1791–1843), evangelischer Geistlicher und Seminardirektor des Lehrerseminars
- Sebastian Zuberbühler (1809–1868), Pädagoge, Vizedirektor des Lehrerseminars
- Wolfgang Robert Griepenkerl (1810–1868), Dramatiker, Erzähler und Kunstkritiker, geboren in Hofwil bei Münchenbuchsee
- Gustav Weber (1845–1887), Komponist
- Gottlieb Wüthrich (1879–1946), Elektroingenieur, Sammler und Numismatiker
- Paul Klee (1879–1940), Maler
- Otto Schneider-Orelli (1880–1965), Entomologe, Önologe und Hochschullehrer
- Alfred Rufer (1885–1970), Historiker und Archivar
- Stephan Eicher (* 1960), Rockmusiker
- Philipp Bandi (* 1977), Leichtathlet

## Bilder

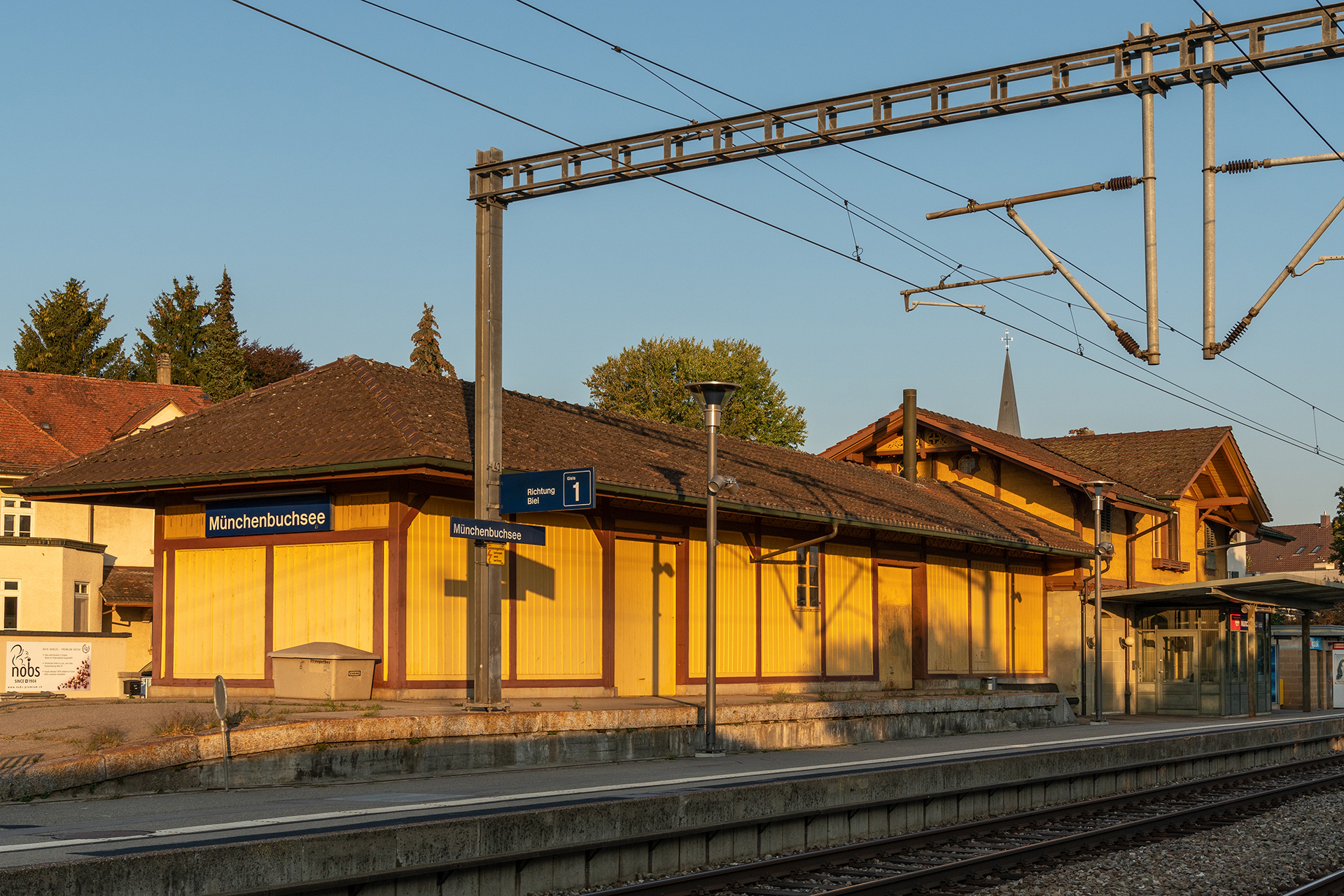
Bahnhof
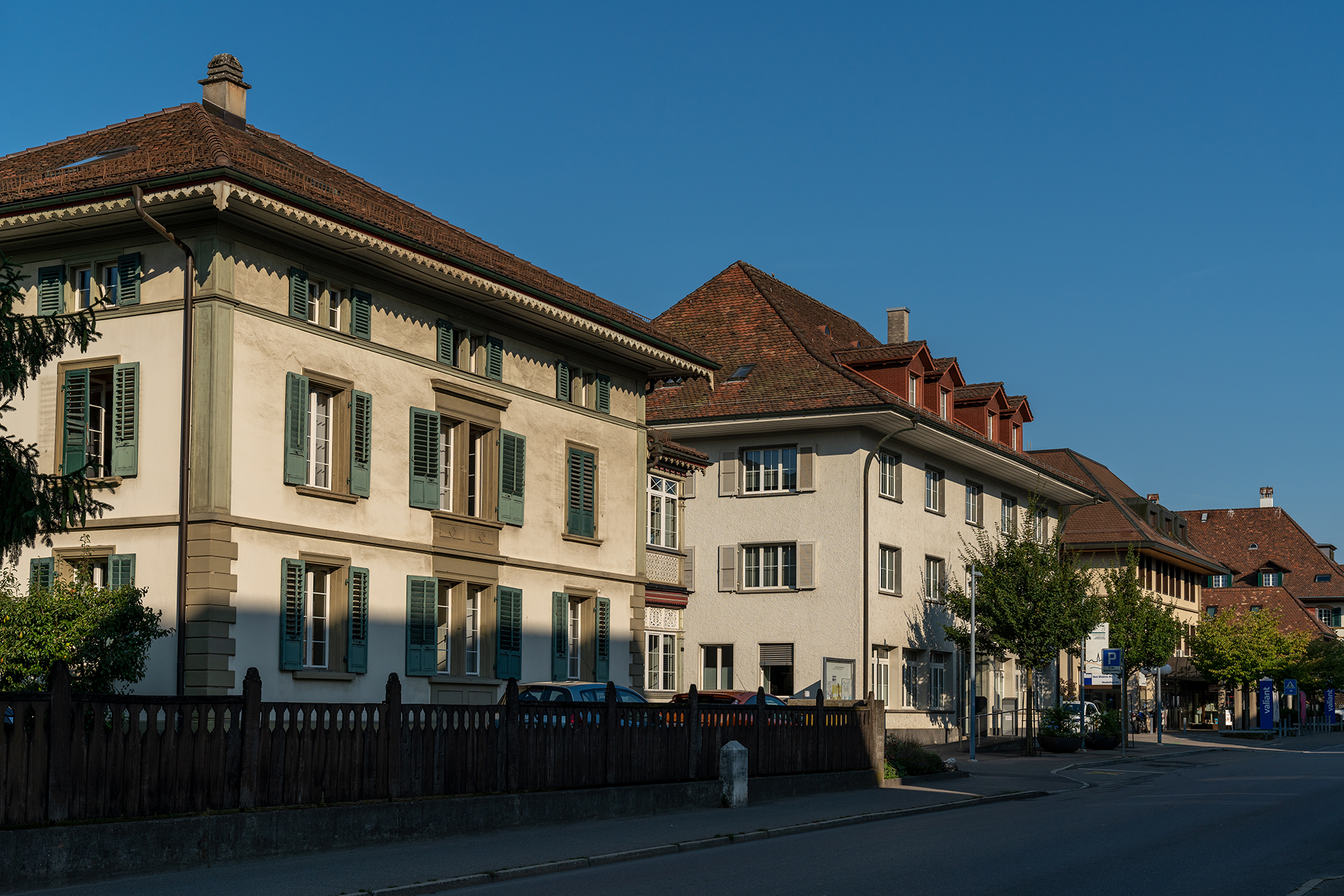
Gemeindeverwaltung
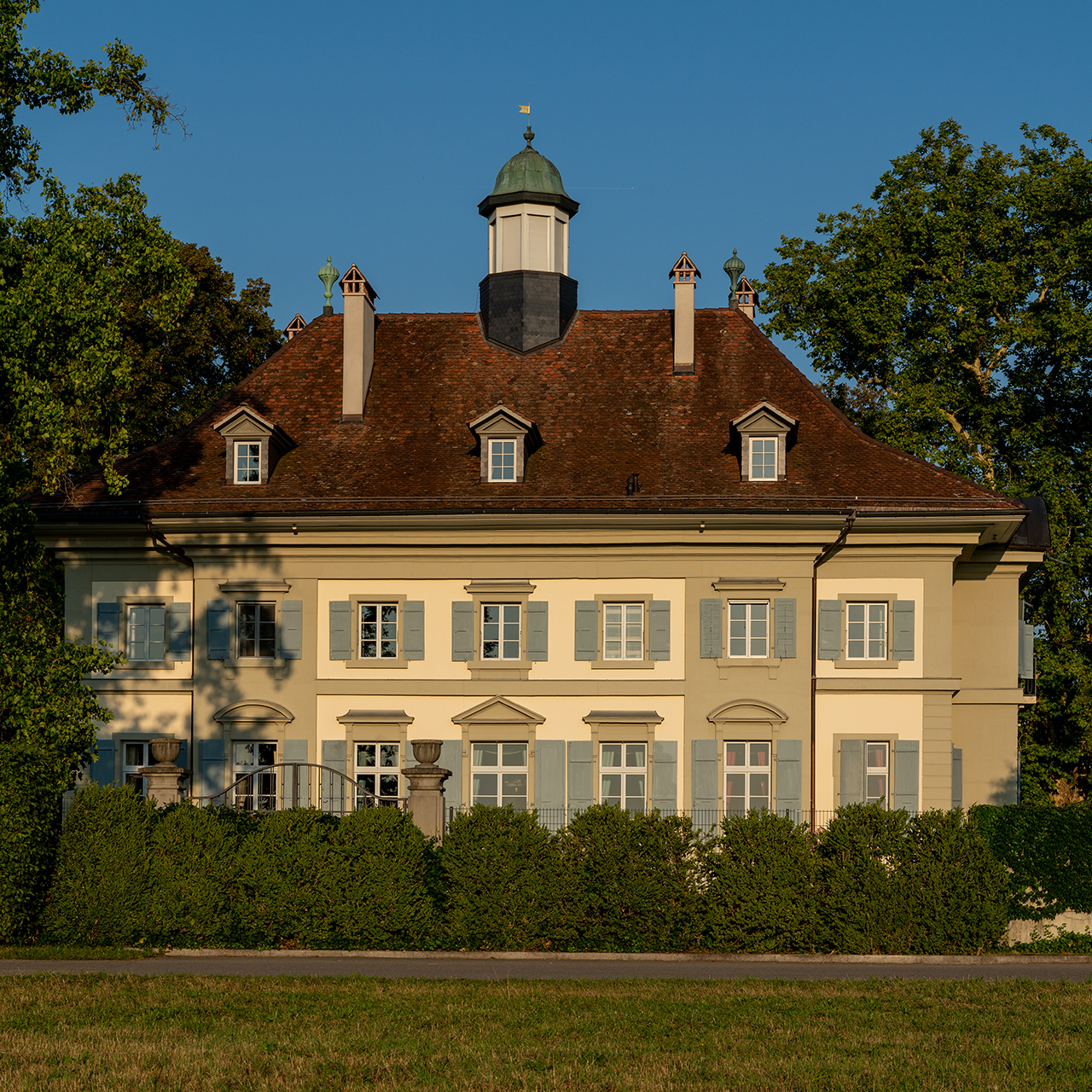
Schloss Hofwil (privat)
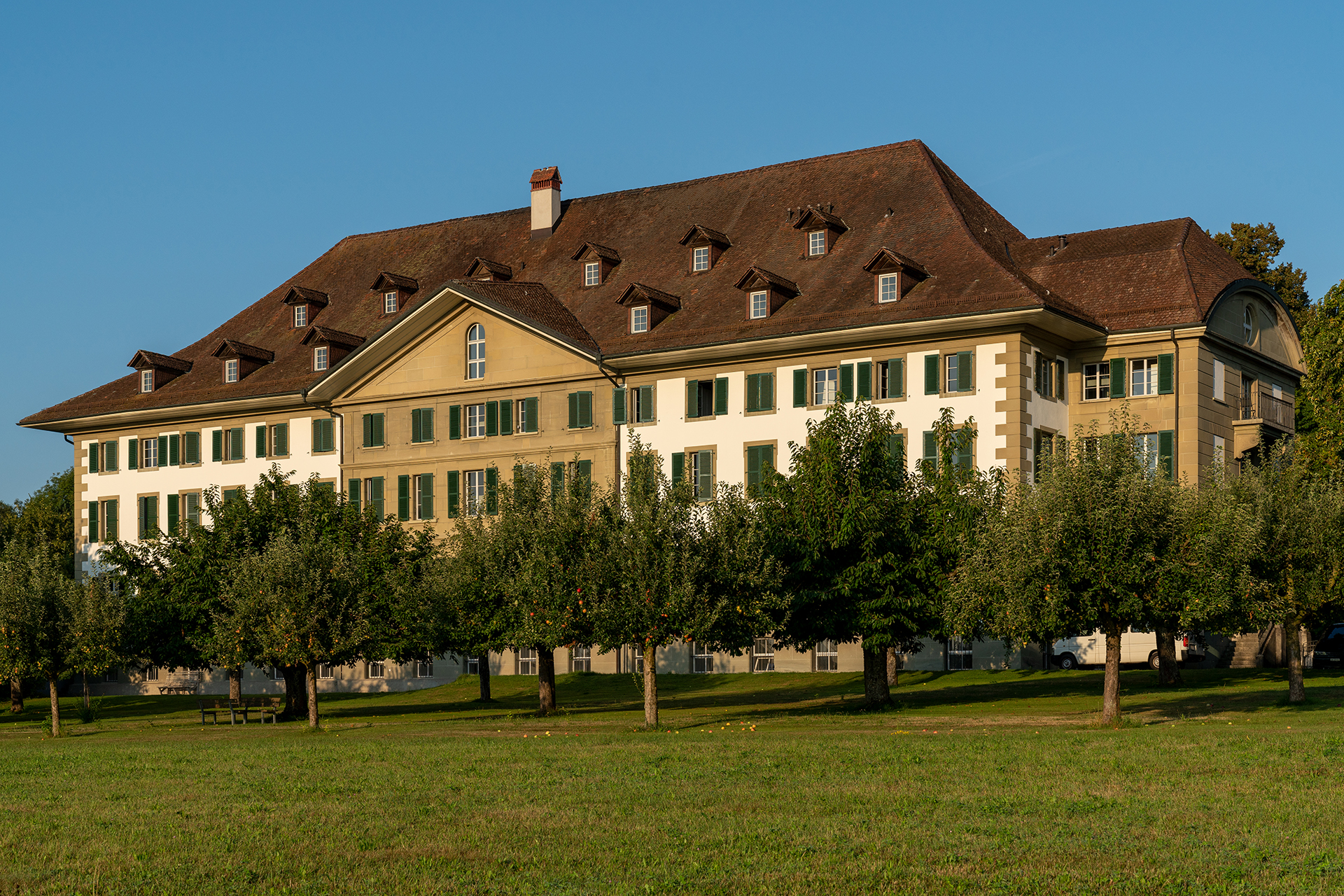
Gymnasium Hofwil
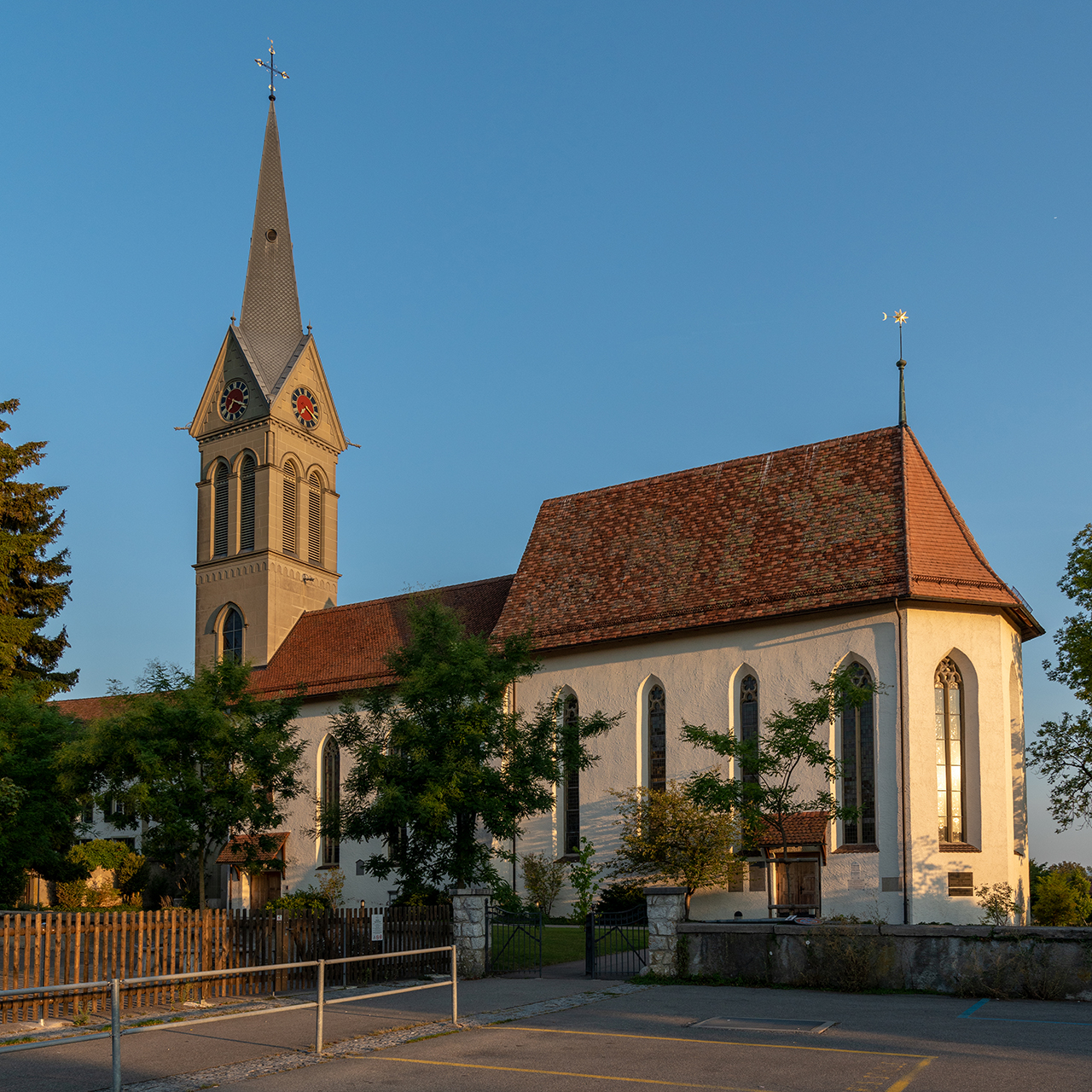
Reformierte Kirche
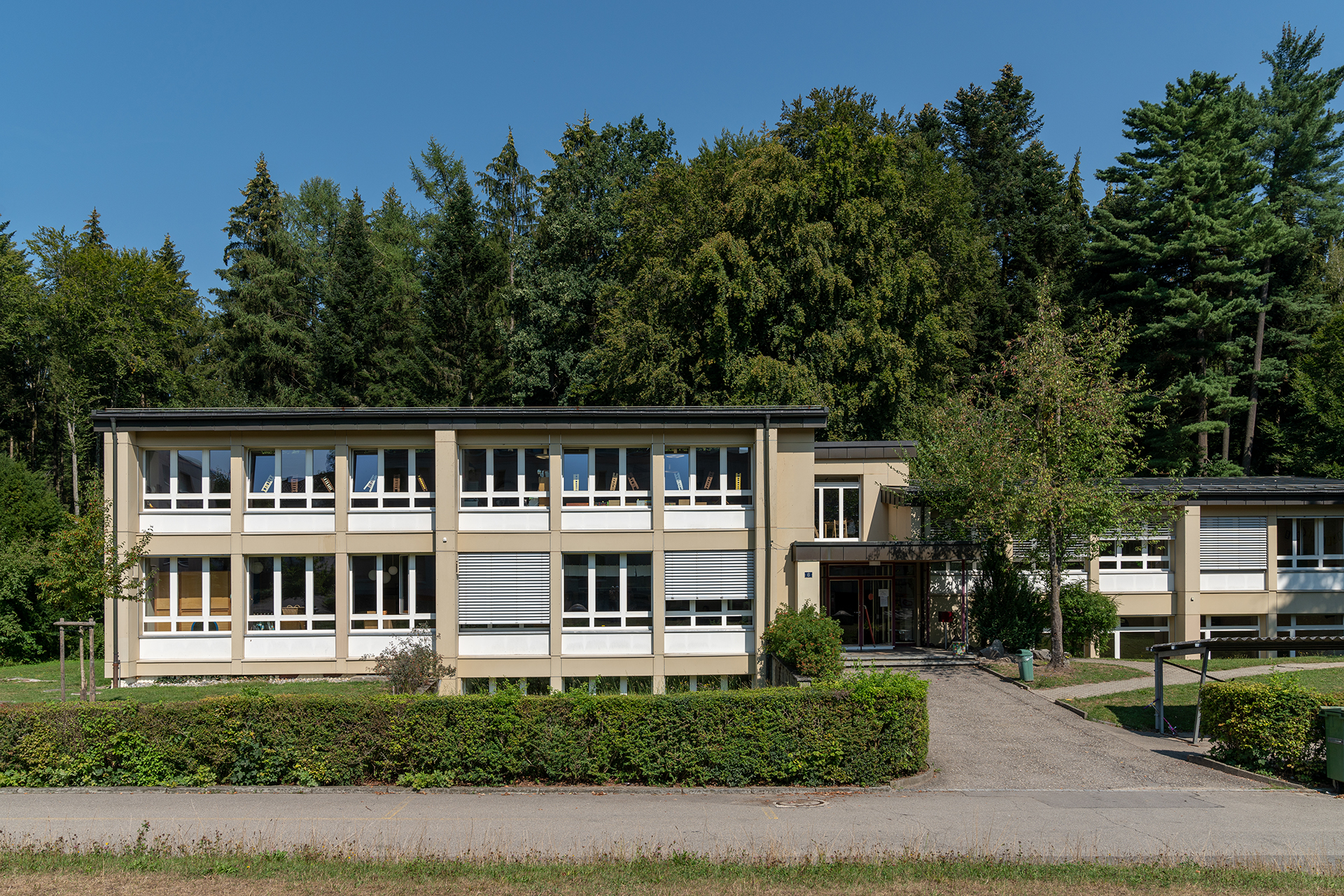
Schulhaus Allmend
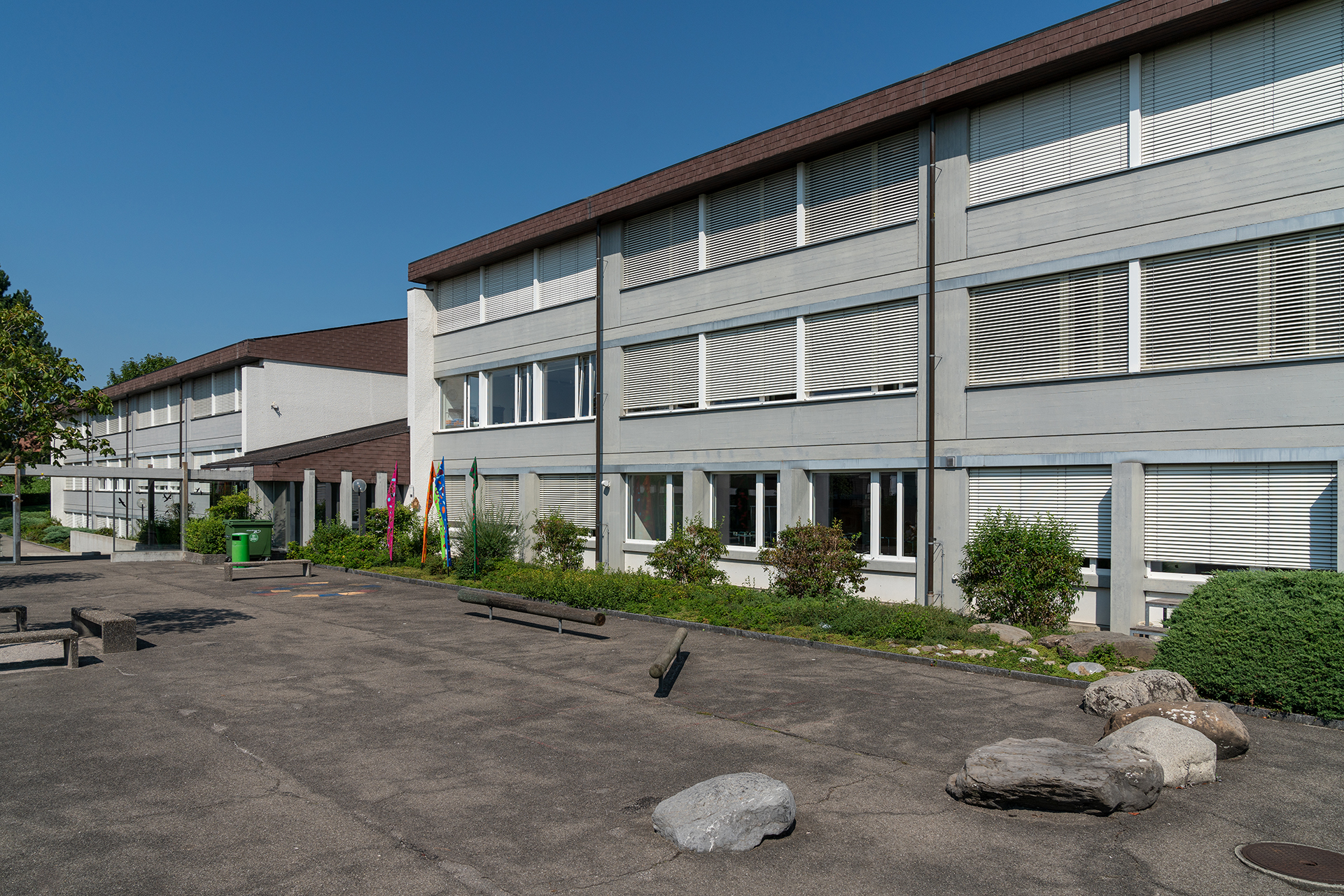
Schulhaus Waldegg
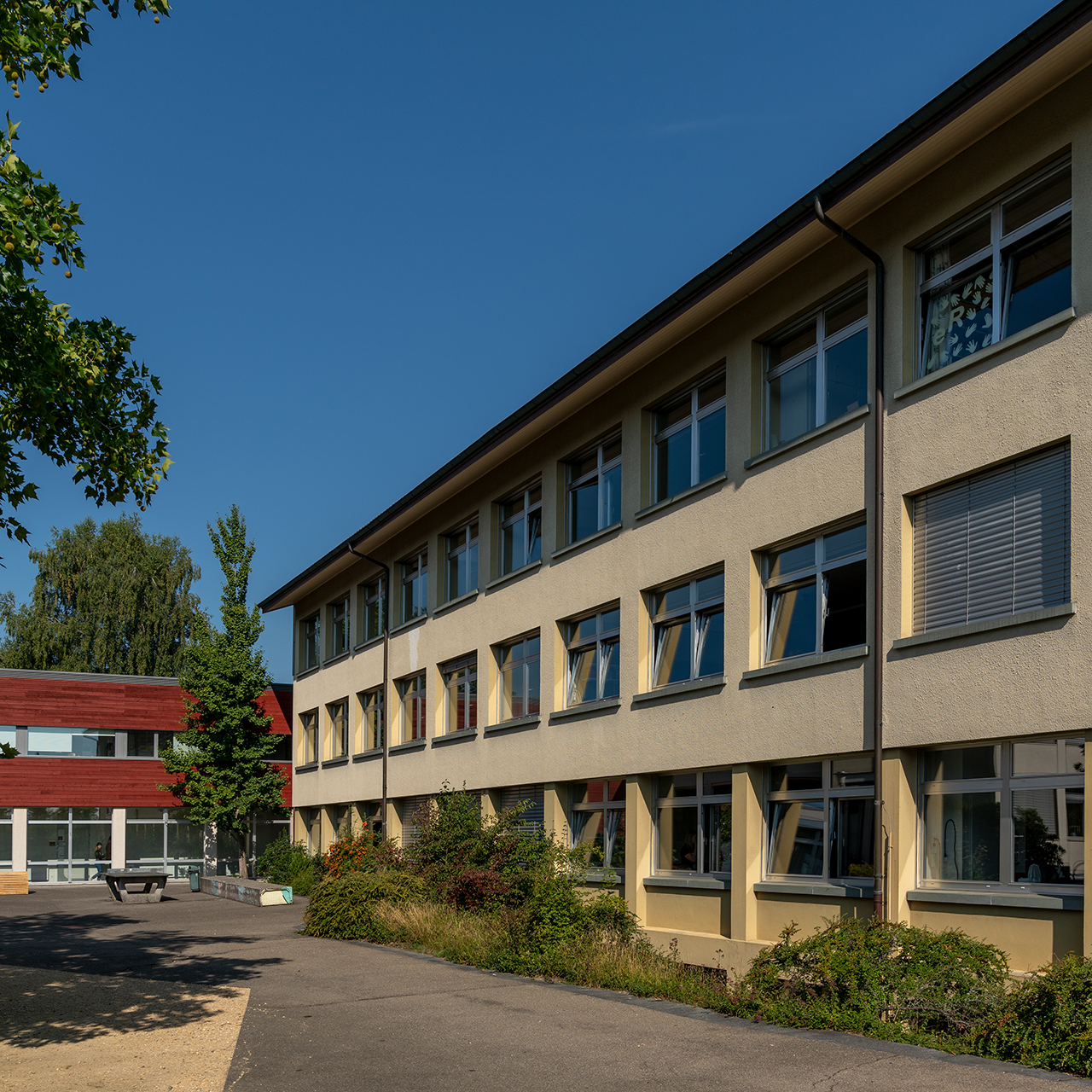
Schulhaus Bodenacker, Trakt 1
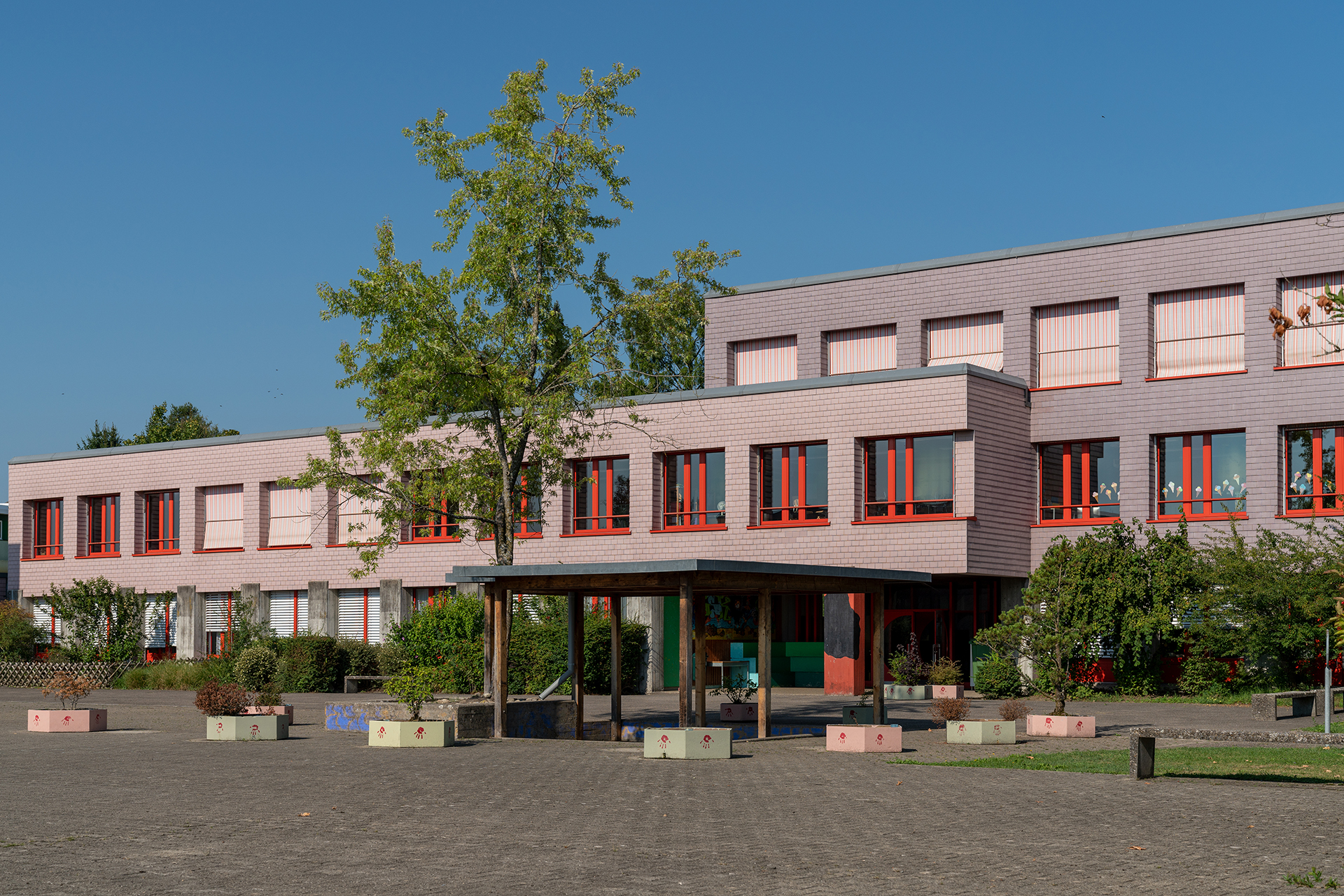
Schulhaus Riedli
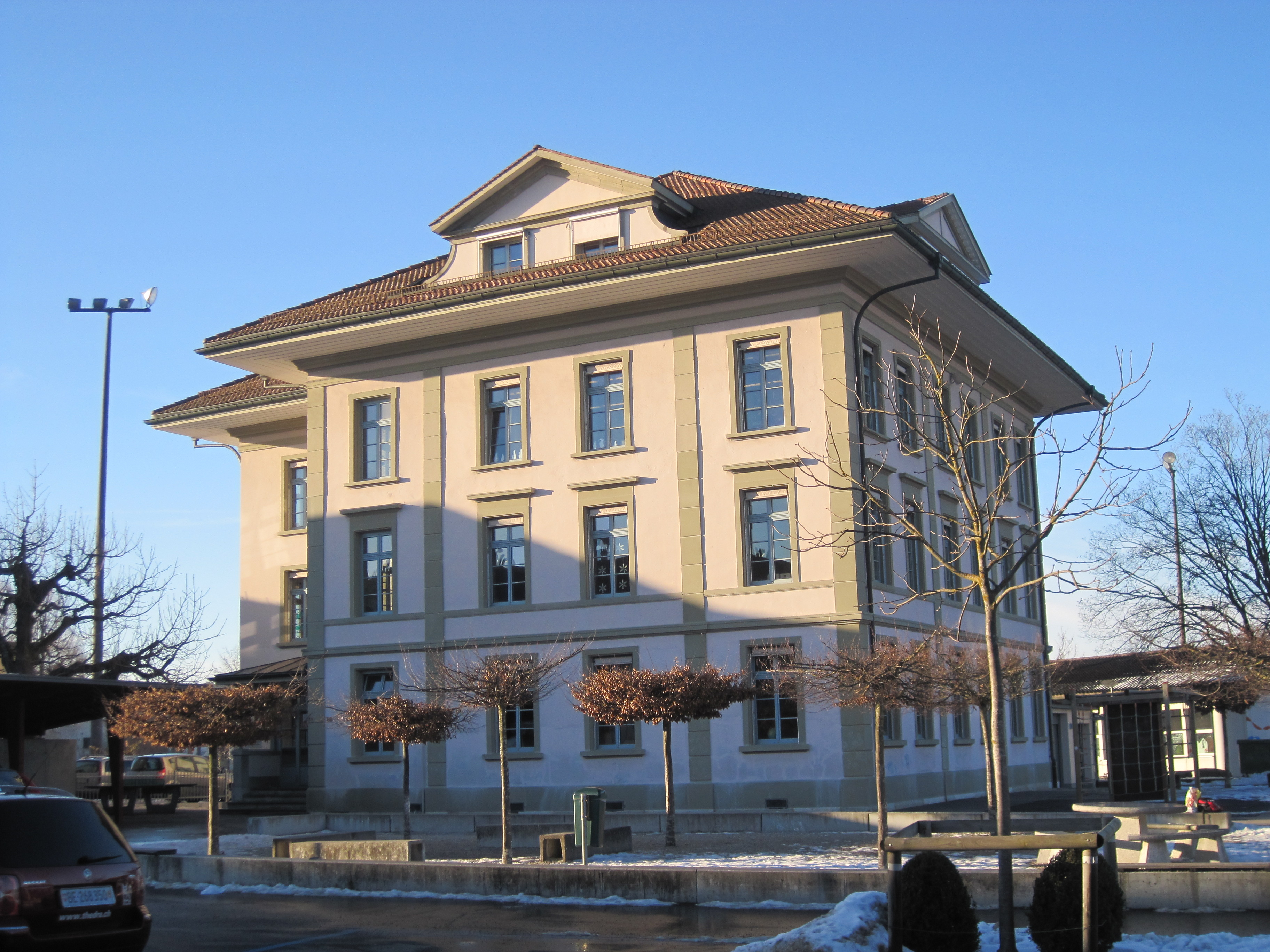
Das «Paul-Klee-Schulhaus», Geburtshaus von Paul Klee